# Piz Prievlus
Le piz Prievlus est un sommet des Alpes en Suisse, dans le canton des Grisons, en haute Engadine. Il culmine à 3 609 m d'altitude. Il fait partie de la chaîne de la Bernina.
Situé entre le piz Morteratsch au nord et le piz Bernina au sud, il domine le glacier Tschierva à l'ouest et le glacier Morteratsch à l'est.